# Alegre (gemeente)
Alegre (IPA: [aˈlɛɡɾɪ]) is een gemeente in de Braziliaanse deelstaat Espírito Santo. De gemeente telt 31.143 inwoners (schatting 2009).

## Verkeer en vervoer
De plaats ligt aan de wegen BR-482/ES-482, ES-181 en ES-387.